# アメリカ国立光学天文台
アメリカ国立光学天文台（National Optical Astronomy Observatory、略称：NOAO）はアメリカ合衆国の地上望遠鏡による光学天文学を担う中心的組織であった。1982年に、それまで別々に運営されていたキットピーク国立天文台、ニューメキシコ州サクラメントピーク太陽観測施設、チリのセロ・トロロ汎米天文台を統合して誕生した。キットピークとサクラメントの太陽観測施設は統合され、NOAOの下部組織、アメリカ国立太陽天文台(NSO)となった。また、ジェミニ天文台に対するアメリカの天文学コミュニティの窓口の働きも持っていた。
2019年10月1日、NOAOとジェミニ天文台、NSFヴェラ・C・ルービン天文台の運用が統合され、NSF国立光赤外線天文学研究所 (NOIRLab)となった。ただし、NOIRLabには太陽を観測するアメリカ国立太陽天文台は含まれていない。

## 施設
NOAOは、アメリカ国内外にいくつかの施設を持っていた。

## アリゾナ州ツーソンおよびキットピーク山
ツーソンにNOAOの本部があった。現在はNOIRLabの本部となっている。ツーソンの町から80km程のところにあるキットピーク山に、キットピーク国立天文台がある。

## ニューメキシコ州サクラメント
NSOのRichard B. Dunn太陽望遠鏡、Hilltop Dome Facility、John W. Evans Solar Facilityが設置されている。

## チリ トロロ山
チリの首都サンティアゴの北500kmに位置するトロロ山に、セロ・トロロ汎米天文台(Cerro Tololo Inter-American Observatory: CTIO)として、4m Victor M. Blanco望遠鏡、1.5m、0.9m、Curtisシュミット望遠鏡、エール大学1.0m望遠鏡、が設置されている。近くには、ジェミニ南望遠鏡や4.2m SOAR望遠鏡が設置されているパチョン山がある。